# Allon de Bobbio
Saint Allon (VIe siècle – Bobbio, un 31 août au cours du VIIe siècle) est un moine et un missionnaire italien, de la règle de saint Colomban.

## Biographie
Saint Allon est l'un des 26 saints abbés et moines enterrés dans la crypte de l'abbaye Saint-Colomban de Bobbio auprès du fondateur de cette abbaye, saint Colomban. 
Entré au monastère sous les premiers abbés, il meurt un 31 août à Bobbio à une date non précisée et est enseveli avec les autres moines dans la crypte. Sa fête a été déplacée au 16 mars.

## Culte
La paroisse de Lupezat, dans la Creuse, est sous le vocable de saint Allon.